# Nell Walden

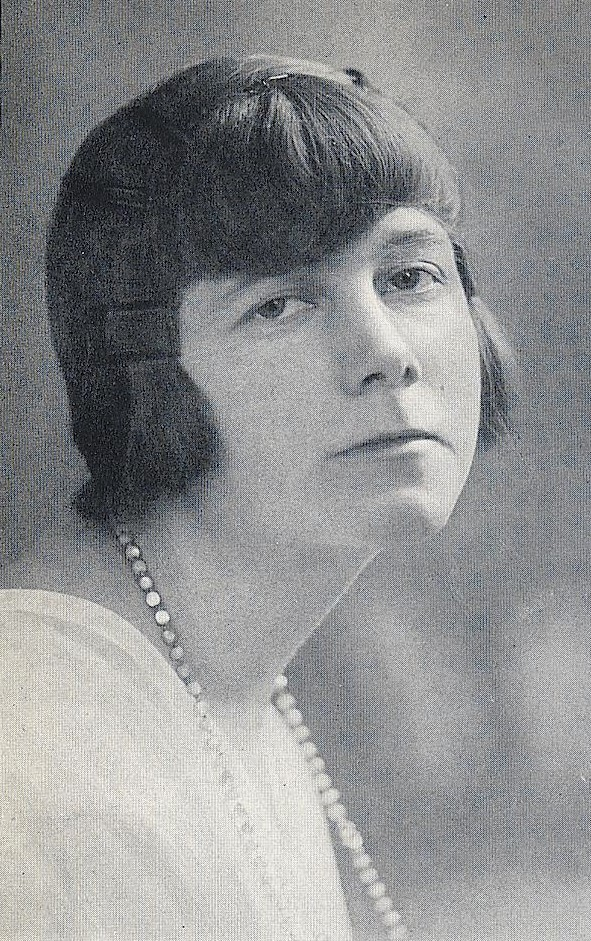
Nell Walden (1918)

Nell Walden (geborene Roslund; * 29. Dezember 1887 in Karlskrona, Schweden; † 21. Oktober 1975 in Bern, Schweiz) war eine schwedisch-schweizerische Malerin, Musikerin, Schriftstellerin und Kunstsammlerin. Sie war von 1912 bis 1924 die zweite Ehefrau des Verlegers und Galeristen Herwarth Walden und Mitarbeiterin bei seinen Berliner Sturm-Projekten. Im Jahr 1919 übereignete er ihr seine avantgardistische Kunstsammlung. 1933 übersiedelte sie in die Schweiz.  

## Leben und Wirken

### Ausbildung und Heirat

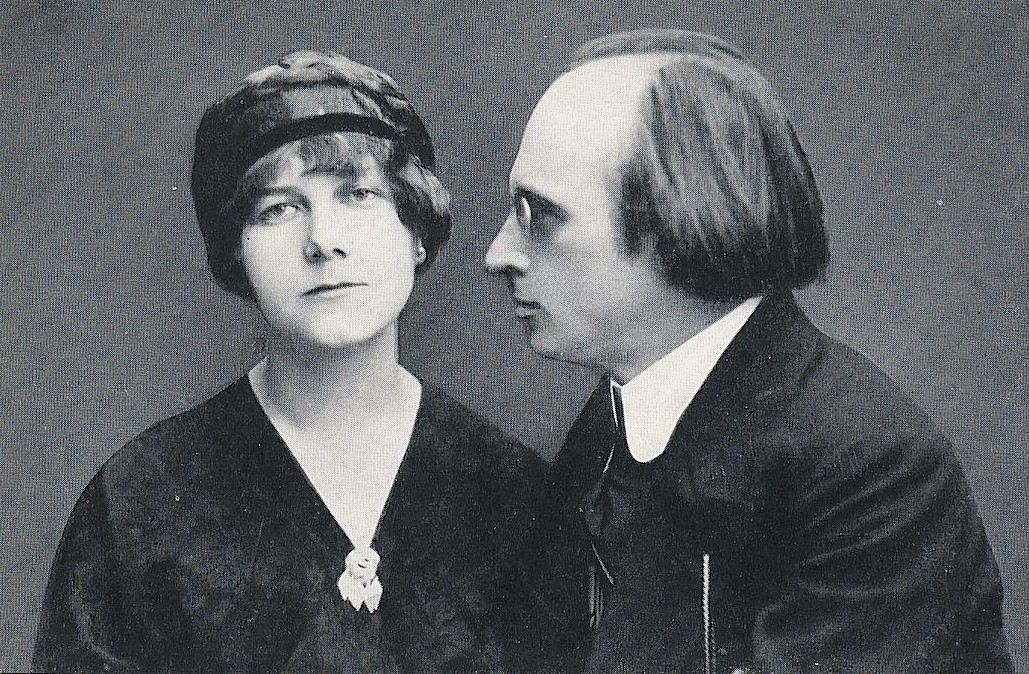
Nell Walden und Herwarth Walden (1915)

Nell (Nelly) Anna Charlotta Roslund war die Tochter des Pfarrers Frithiof Roslund. 1903 zog sie mit ihrer Familie nach Landskrona. Nach dem Abitur in Trelleborg und einem Aufenthalt in Lübeck studierte sie Musik und schloss das Studium 1908 in Lund mit dem Diplom als Organistin ab. Anschließend ging sie nach Berlin, um ihre deutschen Sprachkenntnisse zu vervollkommnen. 1911 lernte sie Herwarth Walden kennen, den sie im November 1912 in London heiratete. Walden hatte sich im selben Jahr von seiner ersten Ehefrau Else Lasker-Schüler scheiden lassen. Er hieß eigentlich Georg Lewin und verdankte Lasker-Schüler sein Pseudonym „Herwarth Walden“, inspiriert durch Henry Thoreaus Roman Walden; or, Life in the Woods (1854). 1910 hatte er die Kunstzeitschrift Der Sturm gegründet und 1912 die Sturm-Galerie mit einer Wanderausstellung des Blauen Reiter eröffnet.

### Sturm-Projekte und Beginn der künstlerischen Tätigkeit

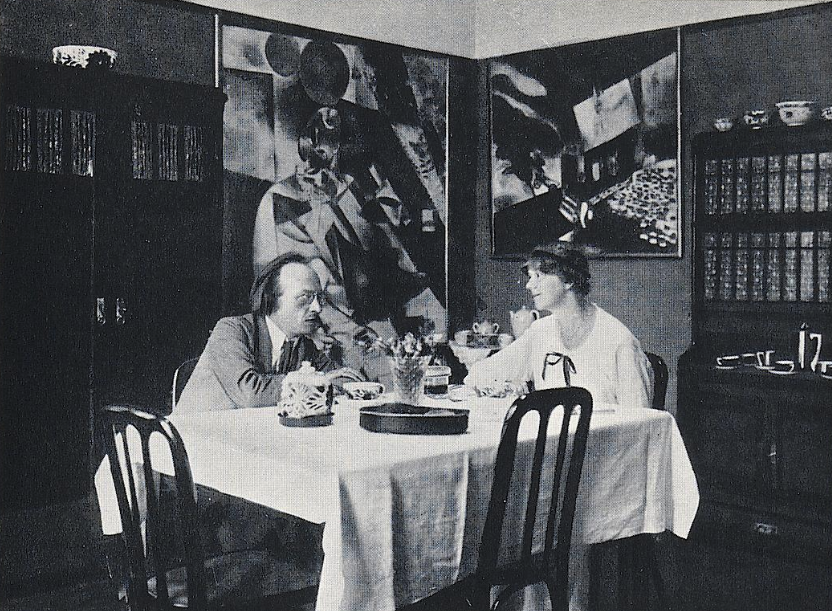
Herwarth und Nell Walden in ihrer Berliner Wohnung (1916)

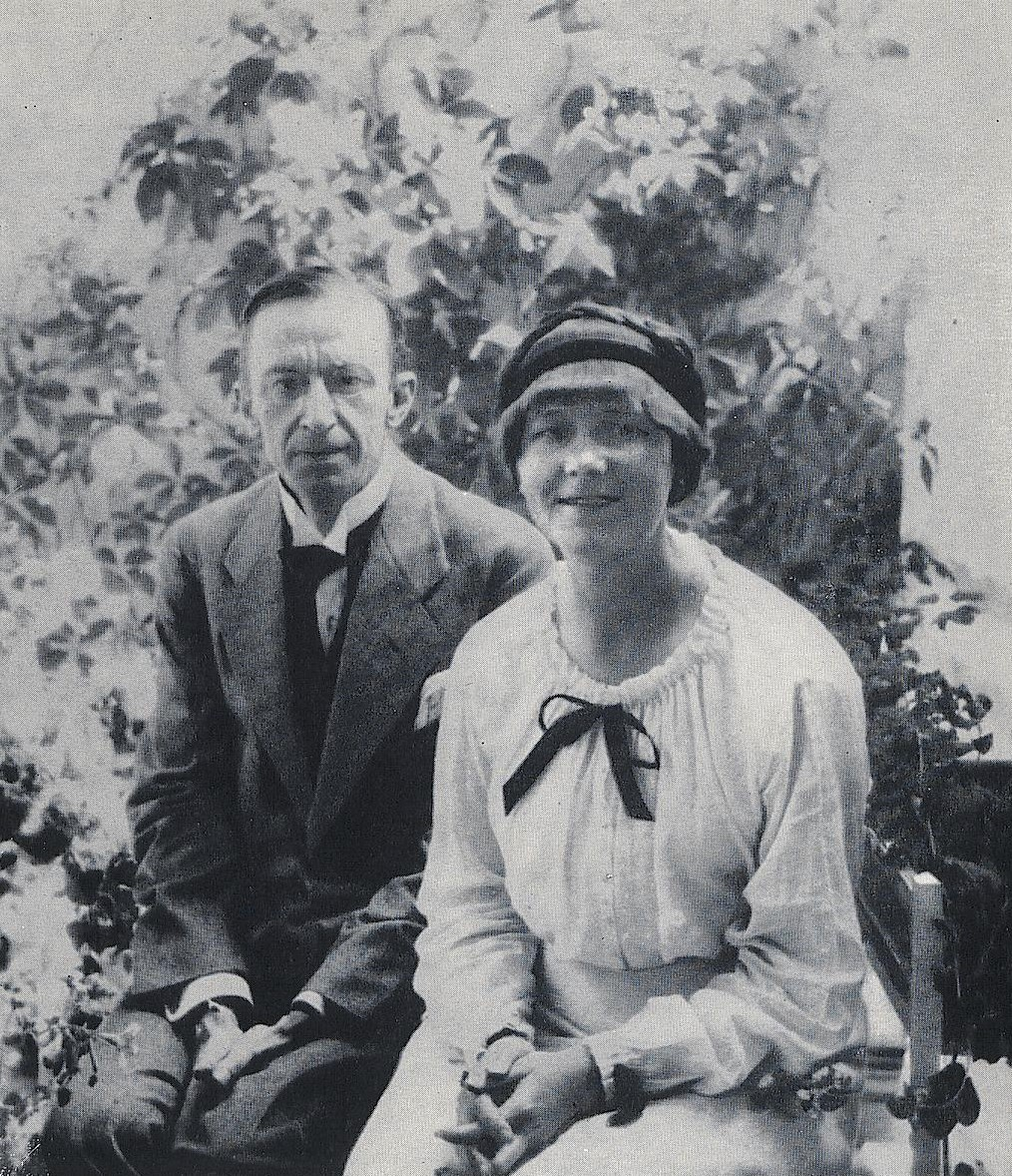
Nell Walden und Rudolf Blümner (1917)

1913 reiste das Ehepaar durch Europa, um Kunstwerke für Herwarth Waldens Ausstellung Erster Deutscher Herbstsalon auszuwählen, die am 20. September 1913 in Berlin eröffnete. Er bot die zu dieser Zeit größte Auswahl an internationaler avantgardistischer Kunst und verhalf vielen Malern und Bildhauern zum Durchbruch, provozierte jedoch auch einen Kulturskandal. Ausgestellt waren mehr als 350 Werke von etwa 80 aktiven Künstlern sowie Werke von Henri Rousseau zum Gedenken. Die Maler Paul Klee und Wassily Kandinsky ermunterten Nell Walden zur Malerei. Nach Kriegsausbruch 1914 arbeitete sie als Journalistin und Übersetzerin. Ihre skandinavischen Sprachkenntnisse bildeten die Grundlage für das „Nachrichtenbüro Der Sturm“, das für verschiedene deutsche Nachrichtendienste in den nordischen Ländern und in den Niederlanden tätig war und die finanzielle Grundlage für das Sturm-Unternehmen in der Kriegszeit bildete. Herwarth Walden musste wegen seines Augenleidens (Astigmatismus) keinen Kriegsdienst leisten. Sie begann mit der Sammlung von Werken der Sturm-Künstler, schwedischer Volkskunst sowie Kunst aus Afrika und Ozeanien. 1915 malte sie ihre ersten Hinterglasbilder. Ein Jahr später nahm sie Malunterricht in der neu gegründeten Sturm-Kunstschule, an der beispielsweise Rudolf Bauer, Rudolf Blümner, Heinrich Campendonk, Georg Muche, Lothar Schreyer, Arnold Topp und Herwarth Walden unterrichteten. 1917 stellte Nell Walden erstmals aus: Zusammen mit Arnold Topp zeigte sie in der 51. Ausstellung des Sturm ihre abstrakten Bilder. 1919 übereignete Walden seiner Frau die gemeinsam aufgebaute Kunstsammlung Walden.
1923 trat sie von der Mitarbeit beim Sturm zurück und ließ sich im folgenden Jahr von Herwarth Walden scheiden, da sie mit seiner Hinwendung zum Kommunismus nicht einverstanden war.

### Weitere Ehen und Umzug in die Schweiz
1926 heiratete Nell Walden den jüdischen Arzt Hans Hermann Heimann in Berlin. 1932 veröffentlichte sie im Almanach Omnibus der Berliner Galerie von Alfred Flechtheim den Essay Wesen und Bedeutung der Astrologie und Horoskopie. 1933 ließ sie sich aufgrund der politischen Lage formell von Heimann scheiden und übersiedelte in das schweizerische Ascona, um dort mit Heimann zusammenleben zu können. Heimann wurde jedoch von den Nationalsozialisten verhaftet, deportiert und ermordet. Sie übergab ihre Sammlungen schweizerischen Kunstmuseen zur sicheren Aufbewahrung. Später trennte sie sich weitgehend durch Verkauf oder Stiftungen von ihrer Sammlung.

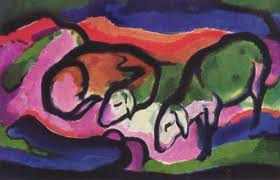
Franz Marc: Zwei Schafe (1912) aus der Sammlung Nell Walden, jetzt Saarlandmuseum, Saarbrücken

1940 heiratete sie den Schweizer Lehrer Hannes Urech. 1944 ließ sich das Ehepaar in Schinznach-Bad nieder. Ende 1954 wurde ein großer Teil der Sammlung Nell Walden beim Stuttgarter Kunstkabinett versteigert, darunter Werke zahlreicher Expressionisten wie die Franz Marcs; auch Oskar Kokoschkas Porträt von Herwarth Walden kam unter den Hammer. Zur Sammlung gehörten ebenfalls 14 Bilder Marc Chagalls sowie ein Gemälde von Wassily Kandinsky, die gegen den Willen der Künstlererben versteigert wurden.
1962 übersiedelte das Ehepaar in das neu erbaute Haus Seehalde in Brestenberg bei Seengen. Ein Jahr später starb Hannes Urech, und Nell Urech-Walden zog nach Bern. Sie wurde nach ihrem Tod 1975 in Bern neben ihrem Mann in Aarau bestattet.
Nell Waldens abstraktes Werk ist beispielsweise im Moderna Museet in Stockholm, im Landskrona Museum und im Kunstmuseum Bern vertreten und wird gelegentlich im Kunsthandel angeboten.

## Porträts und eine Satire

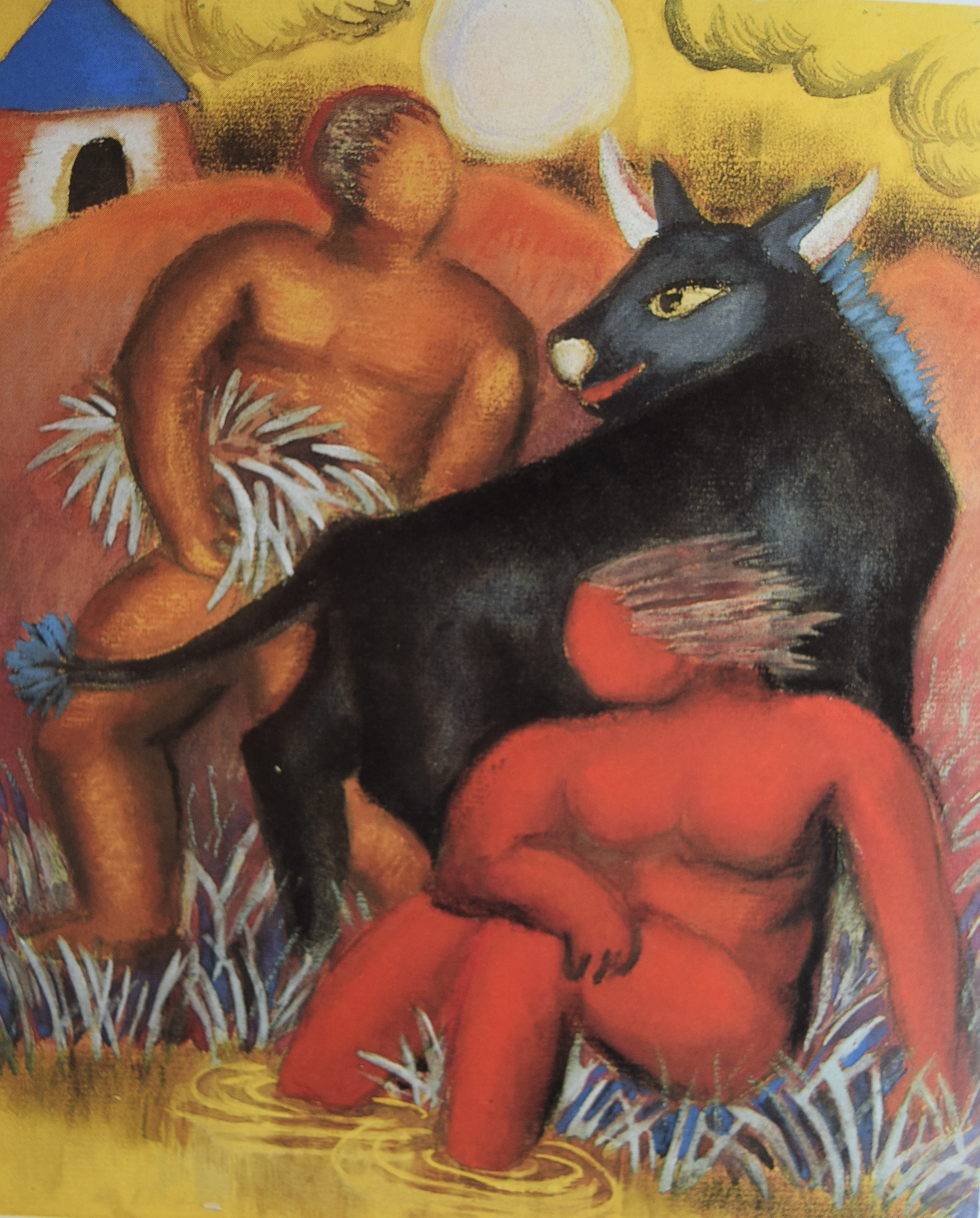
Maria Uhden: Menschen mit Kuh (1917) aus der Sammlung Nell Walden, jetzt Kunstmuseum Bern

Der Bildhauer William Wauer schuf 1917 und 1918 kubistische Büsten von Herwarth und Nell Walden, und Hugó Schreiber porträtierte sie in Tanzpose. Oskar Kokoschka porträtierte Herwarth Walden 1910 sowie 1916 Nell. Die Tuschezeichnung des schwedischen Malers John Jon-And (1889–1941) ist undatiert.

John Jon-And: Herwarth und Nell Walden, Tusche (vor 1924)

Herwarth und Nell Walden werden in Hermann Essigs 1919 postum erschienenem satirischen Schlüsselroman Der Taifun, der sich mit der Sturm-Gruppe befasst, unter den Namen Ossi und Hermione Ganswind dargestellt; Hermione wird darin als „Leiter“ des Taifuns bezeichnet.

## Auszeichnungen
- 1967: Schwedischer Ritterorden I. Klasse des Wasaordens
- 1968: Verdienstkreuz 1. Klasse der Bundesrepublik Deutschland.
- 1970: Silbermedaille der Accademia Internazionala „Tommaso Campanella“

## Ausstellungen (Auswahl)
- Auflistung der Ausstellungen in der Sturm-Galerie, darunter Nell Walden (deutsch)
- Auflistung der Ausstellungen in der Sturm-Galerie 1912–1930, darunter Nell Walden (niederländisch)
- 1927: Nell Walden-Heimann und ihre Sammlungen, Galerie Flechtheim, Berlin
- 1944: Der Sturm. Sammlung Nell Walden aus den Jahren 1912–1920 sowie ihre Sammlung Kunst der Naturvölker, Kunstmuseum Bern
- 1954: Der Sturm. Samling Nell Walden. Expressionister, Futurister, Kubister in Stockholm und in sieben weiteren Städten in Schweden
- 1957: Sammlung Nell Walden und Bilder der Malerin, Sonderausstellung, Gewerbemuseum Aarau
- 1958: Ausstellung eigener Bilder bei Klipstein und Kornfeld in Bern
- 1961: Der Sturm. Herwarth Walden und die Europäische Avantgarde. Berlin 1912–1932, Orangerie des Schlosses Charlottenburg, Berlin
- 1966: Nell Walden. Sammlung und eigene Werke, Kunstmuseum Bern
- 1972: Ausstellung eigener Bilder im Kunstmuseum Landskrona
- 2010: Der Sturm (1910–1932). Expressionistische Graphik und Lyrik, Kunstmuseum Olten[12]
- 2012: Der Sturm – Zentrum der Avantgarde, Von der Heydt-Museum, Wuppertal[13]
- 2015/2016: Sturm-Frauen – Künstlerinnen der Avantgarde in Berlin 1910-1932. Schirn Kunsthalle Frankfurt[14]

## Schriften

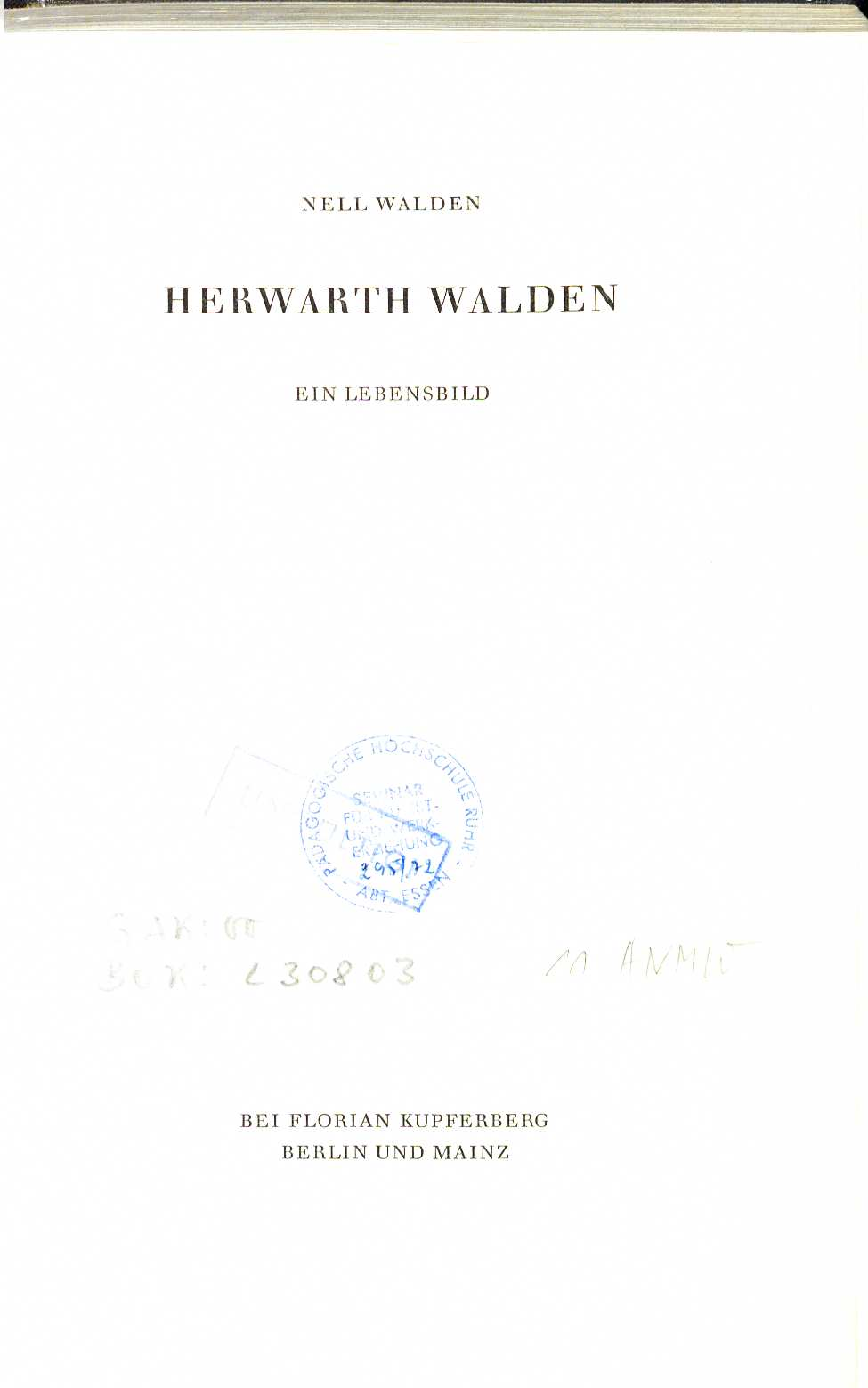
Titelblatt zu Herwarth Walden. Ein Lebensbild

- Nell Walden-Heimann: Unter Sternen. Gedichte. Stössinger, Berlin, 1933.
- Nell Walden und Lothar Schreyer (Hrsg.): Der Sturm. Ein Erinnerungsbuch an Herwarth Walden und die Künstler aus dem Sturmkreis. Klein, Baden-Baden 1954.
- Nell Walden: Herwarth Walden. Ein Lebensbild. Kupferberg, Berlin-Mainz 1963.

## Sekundärliteratur
- Hans Christoph von Tavel und Roswitha Beyer: Nell Walden. Sammlung und eigene Werke. Kunstmuseum Bern, Bern 1966
- August Stramm: Briefe an Nell und Herwarth Walden, hrsg. von Michael Trabitzsch. Edition Sirene, Berlin 1988
- Hermann Essig:  Der Taifun. Roman. Nachdruck der Erstausgabe von 1919, herausgegeben und mit einem Nachwort von Rolf-Bernhard Essig. Weidle, Bonn 1997, ISBN 3-931135-28-4